# Canton de Villeneuve-de-Marsan
Le canton de Villeneuve-de-Marsan est une ancienne division administrative française située dans le département des Landes et la région Aquitaine. Il a été supprimé par le nouveau découpage cantonal entré en vigueur en 2015.

## Géographie
Ce canton était organisé autour de Villeneuve-de-Marsan dans l'arrondissement de Mont-de-Marsan. Son altitude variait de 39 m (Saint-Cricq-Villeneuve) à 137 m (Hontanx) pour une altitude moyenne de 81 m.

## Représentation

### Conseillers généraux de 1833 à 2015
| Période | Période      | Identité                                 | Étiquette          | Qualité |
| ------- | ------------ | ---------------------------------------- | ------------------ | --- |
| 1833    | 1833         | Justin Laurence                          | Libéral            | Avocat à Mont-de-Marsan, député Élu dans le canton de Mont-de-Marsan                                                    |
| 1833    | 1842         | Jean Saint-Marc                          |                    | Charron, cultivateur Maire de Pujo-le-Plan                                                                              |
| 1842    | 1848         | Jean-Jacques Boignères                   |                    | Vétérinaire à Villeneuve-de-Marsan                                                                                      |
| 1848    | 1865         | Jean Saint-Marc                          |                    | Propriétaire, maire de Pujo-le-Plan                                                                                     |
| 1865    | 1891 (décès) | Marie-Raymond de Lacroix de Ravignan     | Bonapartiste       | Propriétaire du château de Ravignan, à Perquie Maître des requêtes au Conseil d'État, sénateur (1876-1888)              |
| 1892    | 1892         | Léopold Lignac                           | Républicain        | Médecin Maire de Villeneuve-de-Marsan                                                                                   |
| 1892    | 1919         | Jean de la Croix de Ravignan (1859-1954) | Monarchiste        | Propriétaire du château de Ravignan, à Perquie                                                                          |
| 1919    | 1925         | Léopold Lignac                           | Républicain        | Médecin Maire de Villeneuve-de-Marsan                                                                                   |
| 1925    | 1940         | Antoine Dubon                            | PRS-SFIO puis USR  | Propriétaire foncier Député (1932-1942) Maire de Hontanx de 1922 à 1935, conseiller d'arrondissement                    |
|         |              |                                          |                    | |
| 1943    | 1945         | Jean Boissarie                           | Républicain modéré | Ancien officier de marine Conseiller d'arrondissement, maire d'Arthez-d'Armagnac Nommé conseiller départemental en 1943 |
|         |              |                                          |                    | |
| 1945    | 1982         | Pierre Blanquie                          | SFIO puis PS       | Médecin Maire de Villeneuve-de-Marsan (1965-1971)                                                                       |
| 1982    | 1994         | Jacques Dutin                            | PS                 | Médecin Maire de Villeneuve-de-Marsan (1983-1995)                                                                       |
| 1994    | 2008         | Jacques Ducos                            | PS                 | Exploitant forestier Maire de Sainte-Foy (1977-2014)                                                                    |
| 2008    | 2015         | Maryvonne Florence                       | PS                 | Retraitée Maire du Frêche (2014-2020)                                                                                   |

### Conseillers d'arrondissement (de 1833 à 1940)
| Période                                  | Période          | Identité                            | Étiquette          | Qualité |
| ---------------------------------------- | ---------------- | ----------------------------------- | ------------------ | --- |
| 1833                                     | 1848             | M. Dayries                          |                    | Juge de paix à Villeneuve-de-Marsan                                                                         |
|                                          |                  |                                     |                    | |
|                                          | 1881 (décès)     | Pierre Didier Destephen (1822-1881) |                    | Propriétaire à Pujo-le-Plan                                                                                 |
| 1881                                     | 1890 (démission) | Pierre Dupouy                       | Droite             | Notaire |
|                                          |                  |                                     |                    | |
| 1904                                     | 1913             | Ferdinand de Muret                  | Droite             | Propriétaire du château de Gaube, maire de Perquie                                                          |
| 1913                                     | 1922             | Henri de Muret                      | Droite             | Propriétaire du château de Gaube, maire de Perquie                                                          |
| 1922                                     | 1925             | Antoine Dubon                       | PRS                | Propriétaire foncier, maire de Hontanx de 1922 à 1935                                                       |
| 1925                                     | 1940             | Jean Boissarie                      | Républicain modéré | Ancien officier de marine, maire d'Arthez-d'Armagnac                                                        |
| 1940                                     |                  |                                     |                    | Les conseils d'arrondissement ont été suspendus par la loi du 12 octobre 1940 et n'ont jamais été réactivés |
| Les données manquantes sont à compléter. |                  |                                     |                    | |

## Composition
Le canton de Villeneuve-de-Marsan groupait douze communes et comptait 5 959 habitants (population municipale au 1er janvier 2007).
| Communes               | Population (2012) | Code postal | Code Insee |
| ---------------------- | ----------------- | ----------- | ---------- |
| Arthez-d'Armagnac      | 135               | 40190       | 40013      |
| Bourdalat              | 215               | 40190       | 40052      |
| Le Frêche              | 393               | 40190       | 40100      |
| Hontanx                | 558               | 40190       | 40127      |
| Lacquy                 | 220               | 40120       | 40137      |
| Montégut               | 71                | 40190       | 40193      |
| Perquie                | 370               | 40190       | 40221      |
| Pujo-le-Plan           | 574               | 40190       | 40238      |
| Saint-Cricq-Villeneuve | 429               | 40190       | 40255      |
| Sainte-Foy             | 221               | 40190       | 40258      |
| Saint-Gein             | 440               | 40190       | 40259      |
| Villeneuve-de-Marsan   | 2 333             | 40190       | 40331      |

## Démographie
| 1962  | 1968  | 1975  | 1982  | 1990  | 1999  | 2006  | 2007  | - |
| ----- | ----- | ----- | ----- | ----- | ----- | ----- | ----- | - |
| 4 972 | 5 425 | 5 311 | 5 266 | 5 306 | 5 401 | 5 896 | 5 959 | - |